# Ypiranga (1908)
El Ypiranga fue un buque de carga alemán propiedad de Hamburg America Line (actualmente Hapag-Lloyd AG).
Fue construido en 1908 por Germaniawerft y desplazaba una carga bruta de 8142 toneladas a 13,5 nudos. Tras su botadura, el Ypiranga era bastante inestable en el mar, hecho que se solucionó instalando dos tanques de agua cerca de los mástiles y en la cubierta superior, conectados por un puente. El flujo de agua entre los tanques, controlado por regulación del aire, sirvió para estabilizar el buque con aguas agitadas. Su buque gemelo, el Corcovado, fue equipado de manera similar.
Recorría la ruta de Hamburgo-Brasil y Hamburgo-México, ocasionalmente a Filadelfia (Estados Unidos).

## El viaje de Porfirio Díaz
El 31 de mayo de 1911 el ex dictador mexicano Porfirio Díaz recibe una carta del representante de la naviera en México donde se le informa que le dan la cortesía de viajar, sin costo alguno, en el camarote del capitán así como en el del 2.º oficial. La noche del día siguiente, un coche pasó a recoger al general Díaz y su familia en la casa de Cadena #8 (hoy Venustiano Carranza) para llevarlos a la estación de San Lázaro y tomar el tren hacia el puerto de Veracruz, donde el vapor Ypiranga lo espera, la ruta era: La Habana, Vigo, Gijón, Santander, Plymouth y Le Havre; en París moriría el 2 de julio de 1915. Antes de zarpar, el que fuera presidente de México los últimos 30 años, pronuncia unas palabras que fueron grabadas en cilindros de cera.- “Guardo este recuerdo en lo más íntimo de mi corazón y no se apartará de él mientras yo viva".

## ElYpirangaal servicio del Imperio alemán
La noche del 14 de abril de 1912 estaba navegando por el sector donde se hundió el famoso trasatlántico Titanic. Recibió el llamado de auxilio del barco a las 10:28, sin embargo no mantuvo comunicación con el mismo.
El buque fue utilizado en la línea marítima  Alemania-México. El 26 de abril de 1914, transportaba desde el puerto de Hamburgo hasta el puerto mexicano de Veracruz, un cargamento de armas y municiones destinadas a las fuerzas del presidente Victoriano Huerta. Fue confrontado por Estados Unidos; no desembarcó su cargamento en Veracruz. Aquel evento pasó a ser conocido como el “Incidente del Ypiranga”.

## ElYpirangaal servicio de Gran Bretaña
En 1919, tras el final de la Primera Guerra Mundial, el Ypiranga fue entregado al gobierno de Gran Bretaña como botín de guerra y se utilizó por la línea naviera White Star Line. En 1921, Anchor Line asumió su control, se le cambió el nombre por el de Asiria y pasó a utilizarse en la línea de Bombay.

## ElYpirangaal servicio de Portugal
En 1929 la empresa portuguesa Companhia Colonial de Navegação (CCC) compró la nave, se le cambió de nuevo el nombre por el de Colonial y se utilizó en la ruta Lisboa-Mozambique-Angola.
Entre el 17 de junio y el 12 de septiembre de 1939, trasladó al entonces presidente de Portugal, Óscar Carmona, en su visita oficial a Mozambique y África del Sur.
En septiembre de 1950, fue vendido a British Iron & Steel Corporation, siendo rebautizado como Brisco 9. El 17 de septiembre de 1950, cuando estaba siendo remolcado para su desguace, se desprendió de su remolque, naufragando en el puerto de Campbeltown.